# Saint-Martin-du-Vieux-Bellême
Saint-Martin-du-Vieux-Bellême település Franciaországban, Orne megyében. Lakosainak száma 540 fő (2022. január 1.). Saint-Martin-du-Vieux-Bellême Appenai-sous-Bellême, Bellême, Igé és Belforêt-en-Perche községekkel határos.

## Népesség
A település népessége az elmúlt években az alábbi módon változott:
| Lakosok száma | 593  | 588  | 602  | 577  | 570  | 562  | 553  | 546  | 540  |
|               | 2013 | 2015 | 2016 | 2017 | 2018 | 2019 | 2020 | 2021 | 2022 |